# Инхён-ванху
Инхён-ванху ( хангыль: 인현왕후 민씨, ханча: 仁顯王后 閔氏; 15 мая 1667 — 16 сентября 1701)  — чосонская королева-консорт. Вторая супруга короля Сукчона, 19-го монарха Чосона. Происходила из клана Ёхын Мин и была королевой Чосона с 1681 года до своего низложения в 1688 году и с момента восстановления в должности в 1694 году до своей смерти в 1701 году. Является одной из самых известных королев в корейской истории,  жизнь которой освещена во многих исторических драмах.

## Жизнеописание

### До брака
Госпожа Мин родилась на 8-м году правления короля Хёнджона 15 мая 1667 года в клане Ёхын Мин. Будущая королева была второй дочерью Мин Ю Чжона и его второй жены, госпожи Сон из клана Ынджин Сон. Через свою мать госпожа Мин была внучкой по материнской линии Сон Джун Гиля, члена фракции Соин, а также дальней родственницей королевы Мёнсон и праправнучкой Ли Ёнджока. Характер госпожи Мин был известен как очень добродетельный, доброжелательный и добрый.
Через год после смерти королевы Ингён Вдовствующая королева Хёнрёль и Сон Си Ёль (который принадлежал к фракции Соин, а затем к фракции Норон), как одну из родственниц Вдовствующей королевы, госпожу Мин порекомендовали в качестве следующей Королевы-консорта правящего короля.

### Замужество
Она вышла замуж за короля Сукчона в 1681 году в возрасте 14 лет и стала его второй королевой-супругой. Ее родители были титулованы как Внутренний Принц Ёян (여양부원군, Ёян Пувонгун), а ее мать как Внутренняя Принцесса-Консорт Ынсон (은성부부인; Ынсон Бубуин). Первая жена ее отца также носила титул Внутренней принцессы-консорта Хэпун (해풍부부인, 海豊府夫人; Хэпун Бубуин), как и его третья жена, Внутренняя принцесса-консорт Пунчан (풍창부부인, 豊昌府夫人; Пунчан Бубуин).
Говорили, что в первые годы брака она не получала никакого внимания от короля, поскольку в то время он ходил во дворец наложницы Чан. Как королева, было заявлено, она обращалась со всеми великодушно и непредвзято.
Наложница Чан была затем изгнана из дворца Вдовствующей королевой, поскольку она не хотела, чтобы на ее сына влияла политическая фракция, с которой она была связана. Но после смерти ее свекрови в 1684 году король Сукчон вернул во дворец госпожу Чан и вскоре опять сделал ее своей наложницей. Из-за этого королева рекомендовала внучку Ким Су Хана (поскольку Ким Су Хан также был членом фракции Соин), госпожу Ким из клана Андон Ким (позже Королевская благородная супруга Ён), в качестве его наложницы, чтобы та наблюдала в её пользу за наложницей Чан, но попытка не увенчалась успехом.
Когда наложница Сукчона, принадлежавшая к фракции Южан (Нам-ин), ранга Со-ый Чан Окджон, родила сына И Юна в 1688 году, это вызвало кровавый спор под названием Гиса Хвангук (기사환국). В это время Сукчон хотел дать этому старшему сыну от наложницы (названному вонджа, буквально «Первый сын») титул «Наследного принца» и хотел повысить Чан Ок Чжон от ранга Со-ый до Хый-бин.
Этому действию противостояла фракция Запада (Соин), которая поддерживала королеву во главе с Сон Си Ёлем, это также было поддержано фракцией Нам-ин, которая поддерживала Чан Ок Чжон.

## Свержение
Король настаивал на компромиссе, по которому королева усыновила бы И Юна, сделав своим сыном. Однако королева отказалась это сделать. Сукчон рассердился на оппозицию, и многие были убиты, в том числе Сон Си Ёль. Многие, в том числе семья королевы, были вынуждены покинуть страну. Сама королева была свергнута в 1688 году и сослана в закрытый храм в храме Чхонымса, Кимчхон-си, провинция Кёнсанбук, где она стала преданной буддисткой.
После этого Чан Окджон в конечном итоге была повышена с Королевской супруги Со-ый (старший второй ранг) до Королевской благородной супруги Хый (Хый-бин) (старший первый ранг) и вскоре после этого назначена Королевой-консортом.
Фракция Соин разделилась на фракцию Норон (Старое учение) и фракцию Сорон (Новое учение). Тем временем Ким Чун Тэк, который был членом фракции Норон, и Хан Чон Хёк из фракции Сорон, организовали кампанию по восстановлению свергнутой королевы. В 1693 году новая фаворитка Сукчона, дворцовая служанка из клана Хэджу Чхве, была официально возведена в королевскую наложницу в ранге Сук-вон (старший 4-й ранг). Королевская супруга Сук Вон (позже Королевская благородная супруга Сук) была открытым сторонником свергнутой королевы Мин и призвала короля восстановить ее в ее первоначальном положении королевы.

## Восстановление власти
Позже Сукчон раскаялся в своих поспешных действиях во время Гисы Хвангук. Он также почувствовал отвращение к жадности фракции Нам-ин и всемогущей семьи Чан. В правительстве попытка партии Нам-ин зачистить партию Соин по обвинению в заговоре с целью восстановления свергнутой королевы имела неприятные последствия.
Король изгнал Чан Хый-джэ, старшего брата Чан Окджон, и лидеров партии Нам-ин. В 1694 году он официально понизил Чан Окджон до ее прежнего положения, ранга Хый-бин, восстановил свергнутую королеву в качестве королевы-консорта и вернул ее во дворец. Этот инцидент называется Гапсуль Хвангук (갑술환국). Фракция Нам-ин больше никогда не оправится от этой политической чистки.
В 1701 году в возрасте 34 лет королева заболела и умерла от неизвестной болезни. Некоторые источники говорят, что она была отравлена. Но покойная королева была посмертно удостоена звания Королевы Инхён (인현왕후, 仁顯王后).

## После смерти
Говорят, что Сукчон, оплакивая Инхён, видел ее во сне в платье собок, пропитанном кровью. Сукчон спросил Инхён, как она умерла, но Инхён ничего не ответила, а лишь указала в сторону покоев наложницы Чан Хый-бин. Сукчон проснулся и вошёл в покои Хый-бин. Приближаясь, он услышал музыку и звуки смеха. Подслушивая, он увидел Чан Хый-бин со жрицами-шаманками в ее покоях, они молились о смерти королевы и одновременно поражали её статуэтку стрелами. Когда это обнаружил Сукчон, Чан Хый-бин была казнена за свои действия с помощью яда.
Одна из фрейлин королевы Инхён написала книгу под названием «История королевы Инхён» ( хангыль: 인현왕후전, ханча: 仁顯王后傳), которая существует до сих пор. Она была похоронена в Мёнрене (명릉, 明陵), провинция Кёнгидо, а Сукчон позже был похоронен рядом с ней в том же районе. Детей у них не было.

## Семья

### Родители
- Прапрапрадедушка: Мин Хё-сон (민효손, 閔孝孫)[8]
- Прапрапрабабушка: госпожа Юн из клана Папхён Юн (파평 윤씨); дочь Юн Джи-кана (윤지강)
- Прапрадедушка: Мин Ё Чжун (민여준, 閔汝俊) (1539–1599)
- Прапрабабушка: госпожа И из клана Чонджу И (전주 이씨, 全州 李氏); потомок Великого принца Хёрёна
- Прадед: Мин Ги (민기, 閔機) (1568 – 18 января 1641)
- Прабабушка: госпожа Хон из клана Намьян Хон (남양 홍씨, 南陽 洪氏); дочь Хон Ик Хён (홍익현, 洪翼賢)
- Дедушка: Мин Гван-хун (민광훈, 閔光勳) (1595–1659)
- Бабушка: госпожа И из клана Ёнан И (연안 이씨)[9]; дочь И Гван-чжона (이광정, 李光庭) (1552–1629)
- Отец: Мин Ю Чжун, внутренний принц Ёян (민유중, 여양부원군) (1630 – 29 июня 1687)[10]
  - Дядя: Мин Си Чжон (민시중, 閔蓍重) (1625–1677)
    - Тетя: госпожа Хон из клана Пунгсан Хон (풍산 홍씨)[11]
      - Кузен: Мин Джин-ха (민진하, 閔鎭夏)
      - Кузен: Мин Джин-джу (민진주, 閔鎭周) (1646–1700)
      - Кузен: Мин Джин-ро (민진로, 閔鎭魯) (1662–1684)[12]

  - Дядя: Мин Чон Чжун (민정중, 閔鼎重) (1628 – 25 июня 1692)[13]
    - Тетя: госпожа Шин из клана Пхёнсан Шин (평산 신씨)[14]
    - Тетя: госпожа Хон из клана Намьян Хон (남양 홍씨)
      - Кузен: Мин Джин-джан (민진장, 閔鎭長) (1649–1700)[15]
        - Жена кузена: госпожа Нам из клана Ыйрён Нам (의령 남씨)
          - Сын кузена: Мин Джэ Су (민재수, 閔在洙)
            - Внук кузена: Мин Пэк-нам (민백남, 閔百男)

          - Сын кузена: Мин Ге Су (민계수, 閔啓洙)
            - Внук кузена: Мин Пэк-бон (민백붕, 閔百朋)

          - Сын кузена: Мин Ан-су (민안수, 閔安洙)
            - Внук кузена: Мин Пэк-джин (민백징, 閔百徵)[16]

          - Сын кузена: Мин Хак-су (민학수, 閔學洙)
            - Внук кузена: Мин Пэк-нын (민백능, 閔百能)

          - Сын кузена: Мин Док-су (민덕수, 閔德洙)
            - Внук кузена: Мин Пэк Хон (민백헌, 閔百憲)

      - Кузина: госпожа Мин из клана Ёхын Мин (여흥 민씨, 驪興 閔氏)
        - Муж кузины: И Ин-сок (이인식, 李寅烒)

    - Тетя: госпожа Йи из клана Чонджу Йи (전주 이씨); дочь И Гён Чжона, принца Чонпхёна (이경정 전평군, 李慶禎 前評君)
    - Тетя: госпожа Йи из клана Чонджу Йи (전주 이씨)[17]; дочь Ли Сока (이숙) (? – 1680)
      - Кузина: госпожа Мин из клана Ёхын Мин (11 августа 1663 – 17 сентября 1680)
        - Муж кузины: И Хван (이훤, 李煊)

  - Тетя: госпожа Мин из клана Ёхын Мин (여흥 민씨, 驪興 閔氏)
    - Дядя: Хон Ман Хён (홍만형, 洪萬衡) (1633–1679)[18][19]
      - Кузен: Хон Чен-мо (홍중모, 洪重模)
      - Кузен: Хон Чжон Хэ (홍중해, 洪重楷)[20]
- Мачеха: Внутренняя принцесса-консорт Хэпун из клана Токсу И (해풍부부인 덕수 이씨, 海豊府夫人 德水 李氏) (1628–1652)[21]
  - Сводный дедушка: И Гён Чжон (이경증, 李景曾) (1595–1648)
  - Сводная бабушка: И Ге Ё, госпожа И из клана Чонджу И (이계여 정부인 전주 이씨 계여, 李桂餘 貞夫人 全州 李氏 桂餘) (1598 – ? )[22]
- Мать: Внутренняя принцесса-консорт Ынсон из клана Ынджин Сон (은성부부인 은진 송씨 ,恩城府夫人 恩津 宋氏) (1637–1672); Вторая жена Мин Ю Чжуна.
  - Дедушка: Сон Чжун Гиль (송준길) (28 декабря 1606 г. – 2 декабря 1672 г.)
  - Бабушка: госпожа Чон из клана Чинджу Чжон (증 정경부인 진주 정씨, 贈 貞敬夫人 晉州 鄭氏)[23]
- Мачеха: Внутренняя принцесса-консорт Пунчан из клана Пунъян Джо (풍창부부인 풍양 조씨, 豊昌府夫人 豐壤 趙氏) (1659–1741)

### Братья и сестры
- Старший сводный брат: Мин Джин-о (민진오, 閔鎭五)[24]
  - Невестка: госпожа Хван из клана Пхёнхэ Хван (평해 황씨, 平海 黃氏)
    - Племянник: Мин Чи-су (민치수, 閔致洙)
      - Внучатый племянник: Мин Пэк Ён (민백용, 閔百用)
- Старшая сестра: госпожа Мин из клана Ёхын Мин (여흥 민씨, 驪興 閔氏) (1656–1728)
  - Зять: И Ман-чан (이만창)[25][26]
    - Племянник: И Джэ (이재, 李縡) (1680–1746)
- Старший брат: Мин Джин-ху (민진후) (1659–1720)[27]
  - Невестка: госпожа И из клана Ёнан И (연안 이씨, 延安 李氏); дочь И Дан-сана (이단상, 李端相)[28]
    - Племянница: госпожа Мин из клана Ёхын Мин (여흥 민씨, 驪興 閔氏)[29]
      - Муж племянницы: Чо Гю-бин (조규빈, 趙奎彬) из клана Янджу Джо.
        - Внучатый племянник: Чо Ён Джин (조영진, 趙榮進)

  - Невестка: госпожа И из клана Ёнан И (연안 이씨, 延安 李氏); дочь И Док-ро (이덕로, 李德老)
    - Племянник: Мин Ик-су (민익수, 閔翼洙) (1690–1742)[30]
      - Внучатый племянник: Мин Пэк-бун (민백분, 閔百奮) (1723 – ? )[31][32]
      - Внучатая племянница: госпожа Мин из клана Ёхын Мин (여흥 민씨, 驪興 閔氏)
      - Внучатая племянница: госпожа Мин из клана Ёхын Мин (여흥 민씨, 驪興 閔氏)

    - Племянник: Мин Ву-су (민우수, 閔遇洙) (1694–1756)
      - Жена племянника: госпожа Юн из клана Чильвон Юн (칠원 윤씨)
        - Внучатый племянник: Мин Пэк-чхом (민백첨, 閔百瞻)
        - Внучатый племянник: Мин Пэк Гём (민백겸, 閔百兼)
          - Внучатая племянница: госпожа Ли (이씨, 李氏); дочь Ли Гу (이구, 李絿)
            - Великий племянник: Мин Чон Хён (민종현, 閔鍾顯) или Мин Чон Рёль (민종렬, 閔鍾烈) (1735–1798)

    - Племянница: госпожа Мин из клана Ёхын Мин (여흥 민씨, 驪興 閔氏)
      - Муж племянницы: Ким Гван Тхэк (김광택, 金光澤)[33]
- Старший брат: Мин Джин Вон (민진원) (1664–1736)[34][35]
  - Невестка: госпожа Юн из клана Папхён Юн (파평 윤씨)
    - Племянник: Мин Чан Су (민창수, 閔昌洙)
      - Жена племянника: госпожа Ким из (нового) клана Андон Ким (신 안동 김씨, 新 安東 金氏)[36]
        - Внучатый племянник: Мин Бэк-сун (민백순, 閔百順)

    - Племянник: Мин Хён Су (민형수, 閔亨洙)[37]
      - Невестка: госпожа И из клана Чонджу И (전주 이씨)
        - Внучатая племянница: госпожа Мин из клана Ёхын Мин (여흥 민씨, 驪興 閔氏)
          - Муж внучатой племянницы: Хон Нак-ин (홍낙인, 洪樂仁) (1729 – 19 июня 1777)[38]

        - Внучатый племянник: Мин Пэк-сан (민백상, 閔百祥) (1711–1761)[39]
        - Внучатый племянник: Мин Пэк Хын (민백흥, 閔百興)
        - Внучатый племянник: Мин Пэк Чжон (민백증, 閔百增)
        - Внучатый племянник: Мин Пэк-габ (민백갑, 閔百甲)

    - Племянник: Мин Тон-су (민통수, 閔通洙)
      - Невестка: госпожа Сон из клана Ынджин Сон (은진 송씨, 恩津 宋氏)
        - Внучатый племянник: Мин Пэк-сон (민백선, 閔百善)

    - Племянница: госпожа Мин из клана Ёхын Мин (여흥 민씨, 驪興 閔氏)
      - Муж племянницы: И Джу-джин (이주진)
- Младшая сестра: госпожа Мин из клана Ёхын Мин (여흥 민씨, 驪興 閔氏)
- Младшая сводная сестра: госпожа Мин из клана Ёхын Мин (여흥 민씨, 驪興 閔氏) (1671 – ? )[40]
  - Шурин: И Ман (이만, 李熳) (1669 – 1734)
- Младшая сестра: Мин Чжон Сон, госпожа Мин из клана Ёхын Мин (민정성 여흥 민씨) (1672–1672)[41]
- Младшая сестра: Мин Чон Чже, госпожа Мин из клана Ёхын Мин (민정제 여흥 민씨) (1672 г. – ? )
  - Зять: Шин Сок-хва (신석화, 申錫華) (1672–1714)[42]
- Младший сводный брат: Мин Джин Ён (민진영, 閔鎭永) (1682–1724)[43]
  - Племянник: Мин Ак-су (민악수, 閔樂洙)[44]
    - Внучатый племянник: Мин Пэк-суль (민백술, 閔百述)[45]

  - Племянник: Мин Гак-су (민각수, 閔覺洙)
- Младшая сводная сестра: госпожа Мин из клана Ёхын Мин (여흥 민씨, 驪興 閔氏)
  - Зять: И Чан-хый (이장휘, 李長輝)
- Младшая сводная сестра: госпожа Мин из клана Ёхын Мин (여흥 민씨, 驪興 閔氏)
  - Шурин: Хон У Чжо (홍우조, 洪禹肇)
- Младший сводный брат: Мин Джин-чан (민진창, 閔鎭昌)[40]
- Младшая сводная сестра: госпожа Мин из клана Ёхын Мин (여흥 민씨, 驪興 閔氏)[40]
  - Шурин: Ю Хён (유현, 柳絢) (1686 – ? )

### Муж
- И Сун, король Сукчон из Чосона (7 октября 1661 – 12 июля 1720) (이순 조선 숙종) - детей в браке не было.
  - Тесть: король Чосона Хёнджон (조선 현종) (14 марта 1641 – 17 сентября 1674)
  - Свекровь: королева Мёнсон из клана Чхонпун Ким (명성왕후 김씨) (13 июня 1642 г. – 21 января 1684 г.)

## Общая информация
Прапраправнучка старшего брата Инхён Мин Джин-ху в конечном итоге вышла замуж за сводного пра-пра-пра-пра-пра-приемного внука Инхён, будущего императора Корейской империи Коджона, став знаменитой императрицей Мёнсон.
Мать императора Коджона, Великая внутренняя принцесса-консорт Сунмок, является пра-пра-пра-пра-пра-правнучкой младшего сводного брата королевы Инхён, Мин Джин Ёна (через ее отца и его третью жену, госпожу Чо из клана Пунъян Джо). Императрица Сунмён также является пра-пра-пра-правнучкой второго старшего брата королевы Инхён, Мин Джин-вона.

## В искусстве

### Киновоплощения в драмах
- Чо Ми Рён в фильме 1961 года «Чан Хый Бин».
- Тэ Хён Сил в фильме 1968 года «Роковая женщина Чан Хи Бин»[46].
- Ким Мин Чжон в фильме 1971 года «Чан Хи Бин».
- Ли Хе Сук в сериале MBC 1981 года «Женщины в истории: Чан Хи Бин».
- Пак Сон Э в сериале MBC 1988 года «500 лет Чосона: Королева Инхён».
- Ким Вон Хи в сериале SBS 1995 года «Чан Хи Бин».
- Пак Сон Ён в сериале KBS 2002–2003 годов «Чан Хи Бин».
- Пак Ха Сон в сериале MBC 2010 года «Дон И».
- Ким Хэ Ин в сериале tvN 2012 года «Королева и я».
- Хон Су Хен в сериале SBS 2013 года «Чан Ок Чжон, Жизнь любовью».
- Ли Хён Джи в сериале MBC Every 1 2015 года «Webtoon Hero Toondra Show».

### Романы
- История королевы Инхён.
- Роковая женщина, Чан Хи Бин, Ли Джун Бом и Мин Е Са, 1994, ISBN 2-00-236900076-7.
- Дон И, автор Ли Джун Хёк, 2010 г., Literary Chunchusa, ISBN 978-89-7604-055-8.

## Смотреть также
- Королева Вонгён — предок Инхён через своего отца
- Императрица Мёнсон — потомок Инхён по линии старшего брата.
- Императрица Сонмён — потомок Инхён по линии второго старшего брата.
- Император Коджон